# Marin Studin
Marin Studin (Kaštel Novi, 28. studenoga 1895. − Split, 15. kolovoza 1960.), hrvatski akademski kipar iz Kaštel Novoga.

## Životopis
Rodio se je u Kaštel Novome. Bio je učenik Ivana Meštrovića. Studinova su djela potaknula na osnivanje prve muzejsko – galerijske ustanove na kaštelanskom području, a koja se poslije razvila u današnji Muzej Grada Kaštela. Većina djela su mu pohranjena u galeriji Studin i zasad nisu dostupna javnosti. Njegova zbirka skulptura početni je fond Galerije Studin, prve muzejsko-galerijske ustanove na području Kaštela.

### Djela
Poznatija djela su mu:
- kip sv. Roka koji resi crkvicu sv. Roka iz 16. stoljeća
- spomenik Vjesnik slobode (konjanik) koji dijeli Kaštel Stari od Kaštel Novog
- Plakete povodom trogodišnjice vlade Milana Stojadinovića 1938.[4]